# Trypostega johnsoulei
Trypostega johnsoulei är en mossdjursart som beskrevs av Tilbrook 2006. Trypostega johnsoulei ingår i släktet Trypostega och familjen Trypostegidae. Inga underarter finns listade i Catalogue of Life.